# Championnat du Koweït de football 2024-2025
Navigation
Kuwaiti Premier League 2023-2024 Kuwaiti Premier League 2025-2026
La saison 2024-2025 de Kuwaiti Premier League est la 63e édition du Championnat du Koweït de football. 
Le Koweït SC est le tenant du titre après avoir remporté pour la 19e fois la compétition alors que le Al Yarmouk SC et le Al Tadamon SC, rejoignent ce niveau de la compétition.
Le Koweït SC termine à la première place en fin de saison et remporte son 20e titre de champion du Koweït.

## Réglement
La Kuwaiti Premier League 2024-2025 est composé de dix clubs qui s'affrontent tous lors de confrontations aller et retour dans un premier temps. Les six premiers s'affrontent à nouveau à deux reprises entre eux ainsi que les quatre derniers. Le champion est l'équipe qui obtient le plus grand nombre de points après les 23 journées de championnat. À la fin de la compétition, le champion et son dauphin se qualifient pour la Challenge League 2025-2026, le troisième pour la Coupe du Golfe des clubs champions 2025-2026 et les deux derniers sont relégués en Kuwaiti Division One l'année suivante. 
Le classement est calculé avec le barème de points suivant : une victoire vaut trois points, le match nul un. La défaite ne rapporte aucun point.

## Participants
L'édition 2024-2025 est la 4e édition à dix équipes, les deux promus de Kuwaiti Division One sont le Al Yarmouk SC et le Al Tadamon SC. Ces deux clubs remplacent les deux clubs relégués la saison précédente, le Al-Shabab SC et le Al Jahra SC.
| Club            | Ville         | Classement 2023-2024 | Stade                       | Capacité |
| --------------- | ------------- | -------------------- | --------------------------- | -------- |
| Koweït SC       | Koweït        | 1er                  | Al Kuwait SC Stadium        | 18 500   |
| Al Arabi SC     | Koweït        | 2e                   | Sabah Al Salem Stadium      | 28 000   |
| Qadsia SC       | Hawalli       | 3e                   | Mohammed Al-Hamad Stadium   | 22 000   |
| Al-Salmiya SC   | Salmiya       | 4e                   | Thamir Stadium              | 16 105   |
| Al Fehayheel SC | Koweït        | 5e                   | Fehayheel Stadium           | 3 000    |
| Al Nasr SC      | Koweït        | 6e                   | Ali Al-Salem Stadium        | 10 000   |
| Kazma SC        | Koweït        | 7e                   | Al-Sadaqua Walsalam Stadium | 21 500   |
| Khaitan SC      | Khaitan       | 8e                   | Khaitan Stadium             | 10 000   |
| Al Yarmouk SC   | Koweït        | 1er                  | Abdullah Alkhalifa Stadium  | 12 000   |
| Al Tadamon SC   | Al Farwaniyah | 2e                   | Farwaniyah Stadium          | 14 000   |

Légende des couleurs
- Tour préliminaire de la Ligue des champions 2 2024-2025
- Phase de groupe de la Challenge League 2024-2025
- Phase de groupe de la Coupe du Golfe des clubs champions 2024-2025
- Promu de la Kuwaiti Division One 2023-2024

| \| Koweït SC Al Arabi SC Qadsia SC Al-Salmiya SC Al Fehayheel SC Al Nasr SC \ Kazma SC Khaitan SC Al Yarmouk SC I Al Tadamon SC \| Localisation des clubs engagés dans le championnat. |
| Koweït SC Al Arabi SC Qadsia SC Al-Salmiya SC Al Fehayheel SC Al Nasr SC \ Kazma SC Khaitan SC Al Yarmouk SC I Al Tadamon SC                                                           |

## Compétition

### Première Phase
| Rang | Équipe          | Pts | J  | G  | N | P  | Bp | Bc | Diff |
| ---- | --------------- | --- | -- | -- | - | -- | -- | -- | ---- |
| 1    | Koweït SC T     | 47  | 18 | 15 | 2 | 1  | 52 | 11 | +41  |
| 2    | Al Arabi SC     | 45  | 18 | 14 | 3 | 1  | 35 | 12 | +23  |
| 3    | Qadsia SC       | 35  | 18 | 11 | 2 | 5  | 29 | 21 | +8   |
| 4    | Al-Salmiya SC   | 29  | 18 | 8  | 5 | 5  | 32 | 28 | +4   |
| 5    | Al Fehayheel SC | 28  | 18 | 8  | 4 | 6  | 34 | 29 | +5   |
| 6    | Al Tadamon SC P | 20  | 18 | 6  | 2 | 10 | 25 | 37 | -12  |
| 7    | Kazma SC        | 19  | 18 | 5  | 4 | 9  | 21 | 26 | -5   |
| 8    | Al Nasr SC      | 12  | 18 | 3  | 3 | 12 | 19 | 38 | -19  |
| 9    | Khaitan SC      | 11  | 18 | 2  | 5 | 11 | 12 | 30 | -18  |
| 10   | Al Yarmouk SC P | 6   | 18 | 0  | 6 | 12 | 17 | 44 | -27  |

| Légende : Qualifications et relégations | Légende : Qualifications et relégations                |
| --------------------------------------- | ------------------------------------------------------ |
|                                         | Qualification pour la phase finale                     |
|                                         | Qualification pour la phase de relégation              |
|                                         | T : Tenant du titre P : Promus de Kuwaiti Division One |

### Deuxième phase
| Rang | Équipe          | Pts | J  | G  | N | P  | Bp | Bc | Diff |
| ---- | --------------- | --- | -- | -- | - | -- | -- | -- | ---- |
| 1    | Koweït SC T     | 60  | 23 | 19 | 3 | 1  | 67 | 15 | +52  |
| 2    | Al Arabi SC     | 55  | 23 | 17 | 4 | 2  | 45 | 17 | +28  |
| 3    | Qadsia SC       | 38  | 23 | 12 | 2 | 9  | 40 | 37 | +3   |
| 4    | Al-Salmiya SC   | 36  | 23 | 10 | 6 | 7  | 42 | 40 | +2   |
| 5    | Al Fehayheel SC | 35  | 23 | 9  | 8 | 6  | 45 | 37 | +8   |
| 6    | Al Tadamon SC P | 21  | 23 | 6  | 3 | 14 | 27 | 52 | -25  |

| Légende : Qualifications et relégations | Légende : Qualifications et relégations                |
| --------------------------------------- | ------------------------------------------------------ |
|                                         | Phase de groupe de la Challenge League 2025-2026       |
|                                         | Tour préliminaire de la Challenge League 2025-2026     |
|                                         | Phase de groupe de la Coupe du Golfe 2025-2026         |
|                                         | T : Tenant du titre P : Promus de Kuwaiti Division One |

| Rang | Équipe          | Pts | J  | G | N | P  | Bp | Bc | Diff |
| ---- | --------------- | --- | -- | - | - | -- | -- | -- | ---- |
| 7    | Kazma SC        | 21  | 21 | 5 | 6 | 10 | 24 | 30 | -6   |
| 8    | Al Nasr SC      | 19  | 21 | 5 | 4 | 12 | 26 | 41 | -15  |
| 9    | Khaitan SC      | 12  | 21 | 2 | 6 | 13 | 14 | 36 | -22  |
| 10   | Al Yarmouk SC P | 12  | 21 | 2 | 6 | 13 | 25 | 51 | -26  |

| Légende : Qualifications et relégations | Légende : Qualifications et relégations |
| --------------------------------------- | --------------------------------------- |
|                                         | Relégation en Kuwaiti Division One      |
|                                         | P : Promus de Kuwaiti Division One      |

## Bilan de la saison
| Championnat du Koweït de football 2024-2025 |                                 |
| Champion                                    | Koweït SC (20e titre)           |
| Qualifications continentales                |                                 |
| Challenge League                            | Koweït SC                       |
| Challenge League                            | Al Arabi SC (Tour préliminaire) |
| Coupe du Golfe des clubs champions          | Qadsia SC                       |
| Promotions et relégations                   |                                 |
| Promus en Kuwaiti Premier League            | Al-Shabab SC                    |
| Promus en Kuwaiti Premier League            | Al Jahra SC                     |
| Relégués en Kuwaiti Division One            | Al Yarmouk SC                   |
| Relégués en Kuwaiti Division One            | Khaitan SC                      |